# Code de Dušan

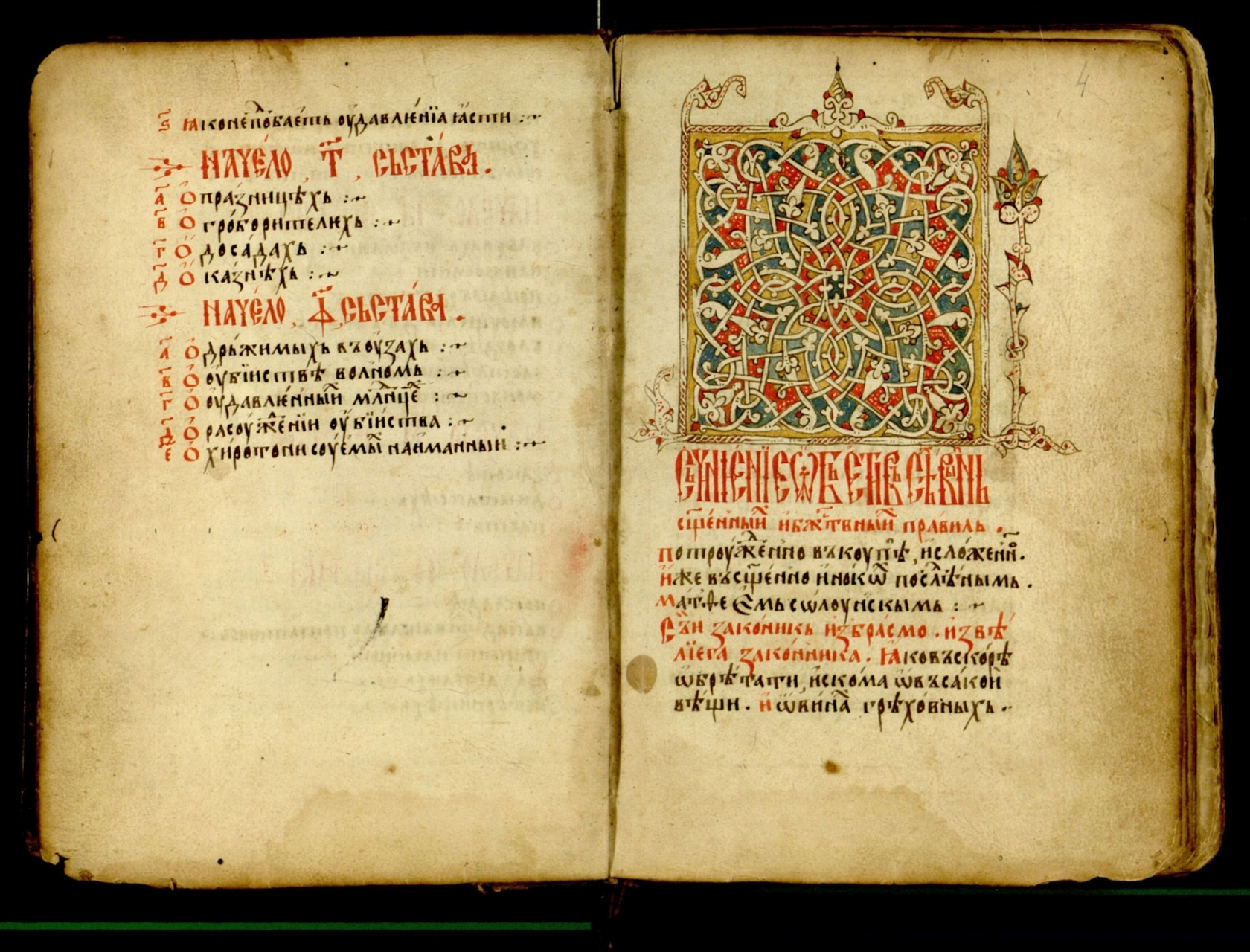
L'une des plus anciennes transcriptions du Code Dušan, XVe siècle, Musée national de Belgrade

Le Code de Dušan (en serbe cyrillique : Душанов законик ; en serbe latin : Dušanov zakonik), également désigné sous le nom de lois du saint empereur Dušan, est, après le Code de Saint Sava (1219), le second texte majeur de la Serbie médiévale.

## Histoire
Le code a été établi lors du sabor de Skopje, alors capitale de l'Empire Serbe, le 21 mai 1349 et complété lors d'un deuxième sabor, le 31 août 1354, à Serrès.
Le but du codex était d'établir des lois uniques pour tous les habitants orthodoxes de l'Empire, de façon égale, sans tenir compte des différences sociales et autres dans la société.

## Bâtir dans la continuité
Le Code de Dušan s'appuie sur le Zakonopravilo de Saint Sava, certains des articles du code étant de simples transferts de ceux de Sava, notamment les articles 6, 8, 11, 101, 109 et 196. Un tiers des articles du Codex sont quant à eux inspirés d'articles de lois de l'Empire byzantin ; cela tient au fait que Dušan était à la fois « empereur des Serbes et des Grecs ».